# Vazio de Boötes

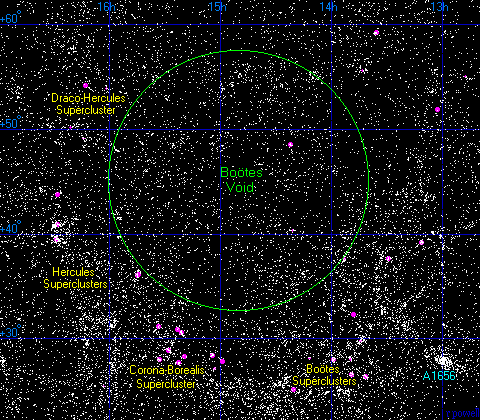
Mapa do vazio de Boötes

O vazio de Boötes ou Grande Vazio, é uma enorme região do universo aproximadamente esférica com cerca de 330 milhões de anos-luz de diâmetro e apenas 60 galáxias. O seu centro está localizado aproximadamente nas ascensão reta 14h50m e declinação 46°.

## Descrição
Com aproximadamente 330 milhões de anos-luz de diâmetro (aproximadamente 0,27% do diâmetro do Universo observável), ou quase 236.000 Mpc3 em volume, o vazio de Boötes é um dos maiores vazios conhecidos no Universo, e é referido como um super vazio (supervoid). Sua descoberta foi relatada por Robert Kirshner (1981), como parte de uma pesquisa de desvios para o vermelho galácticos. O centro do vazio de Boötes está a aproximadamente 700 milhões de anos-luz da Terra.
Outros astrônomos logo descobriram que o vazio continha algumas galáxias. Em 1987, J. Moody, Robert P. Kirshner, G. MacAlpine e S. Gregory publicaram suas descobertas de oito galáxias no vazio. M. Strauss e John Huchra anunciaram a descoberta de mais três galáxias em 1988, e Greg Aldering, G. Bothun, Robert P. Kirshner e Ron Marzke anunciaram a descoberta de quinze galáxias em 1989. Em 1997, o vazio de Boötes era conhecido por conter 60 galáxias.
Segundo o astrônomo Greg Aldering, a escala do vazio é comparável como "Se a Via-Láctea estivesse no centro do vazio de Boötes, não saberíamos que havia outras galáxias até a década de 1960".
O superaglomerado de Hércules faz parte da borda próxima do vazio.
Até agora, apenas 60 galáxias foram descobertas no vazio de Boötes. Usando uma estimativa aproximada de cerca de 1 galáxia a cada 10 milhões de anos-luz (4 vezes maior que a distância de Andrômeda da Terra), deveria haver aproximadamente 2.000 galáxias no vazio de Boötes.

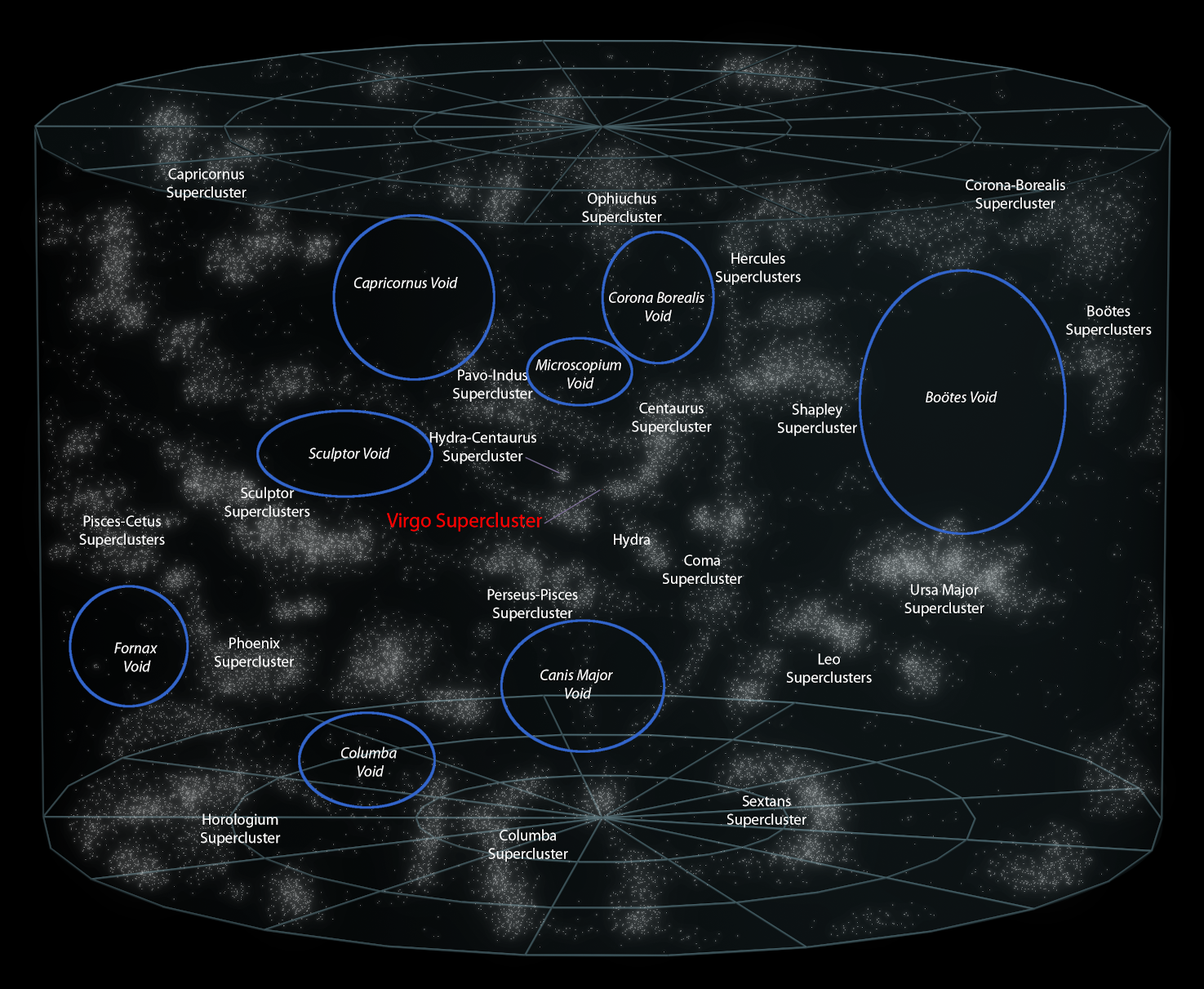
Mapa de vazios próximos

## Origens
Não há inconsistências aparentes entre a existência do vazio de Boötes e o modelo Lambda-CDM de evolução cosmológica. Foi teorizado que o vazio Boötes foi formado a partir da fusão de vazios menores, muito parecido com o modo como as bolhas de sabão se aglutinam para formar bolhas maiores. Isso explicaria o pequeno número de galáxias que povoam uma região aproximadamente em forma de tubo que atravessa o meio do vazio.

## Confusão com Barnard 68
O vazio de Boötes tem sido frequentemente associado com imagens de Barnard 68, uma nebulosa escura que não permite a passagem da luz, no entanto, as imagens de Barnard 68 são muito mais escuras do que as que observamos de Boötes, pois a nebulosa é muito mais próxima e há menos estrelas na frente dela, além de ser uma massa física que bloqueia a passagem da luz.